# 劇団扉座
扉座（とびらざ）は、日本の劇団。当初の名称は「善人会議」。

## 概要
- 1982年、高校演劇界の寵児だった神奈川県立厚木高等学校演劇部の横内謙介と、岡森諦、六角精児、杉山良一らが中心となり「善人会議」という名称で旗揚げ。小劇場第三世代、若しくは第四世代に位置付けられる。1993年、「小劇団ブーム」の終焉が叫ばれる中、敢えて劇団にこだわり、再スタートとしようという決意のもと、「扉座」に改称。以来、主に横内のオリジナル作品を上演している。

- 「小劇団ブーム」であった旗揚げ当時、他の多くの小劇団と同じく、下北沢ザ・スズナリを活動拠点としていたが、横内の物語性に富む独特な作風と、キャラクター豊かなキャスト陣で作り出す「観やすい!楽しい!分かりやすい!」作品で観客動員を伸ばし、87年紀伊國屋ホールに進出。以後、紀伊國屋ホール・紀伊國屋サザンシアターなどの中劇場での公演を精力的に行っている。

- 全国公演にも意欲的に取り組み、『ジプシー』『新羅生門』の上演回数は200ステージを超える。横内は92年、『愚者には見えないラマンチャの王様の裸』で、第36回岸田国士戯曲賞を受賞。99年には『新・三国志』（スーパー歌舞伎）で、第28回大谷賞を史上最年少で受賞。

- 2013年には『つか版・忠臣蔵～スカイツリー篇』で、第13回バッカーズ演劇奨励賞を受賞。

- 2001年に演出家、栗田芳宏を招聘、2002年には作家、大森寿美男（第19回向田邦子賞受賞）の書き下ろし作品を上演、その作品で劇団員の茅野イサムが演出家として中劇場デビューするなど劇団の可能性を広げている。今後も劇団内にとどまらず、様々なアーティストとのコラボレーションを積極的に行っていく予定。

- また、1999年に扉座・厚木市文化会館・厚木市民（応援団）の三者が一体となって厚木シアタープロジェクトを結成。厚木市文化会館での上演のほか、小学生や中高年のためのワークショップなど様々な活動を展開している。
- 1997年に扉座研究所(俳優養成所)を設立。現場主義・実践主義により、現在も数多くの扉座公演・外部公演に研究生が出演している。

## 劇団員
- 横内謙介（劇作家・演出家）
- 岡森諦
- 六角精児
- 杉山良一
- 有馬自由
- 赤星明光
- 田中信也
- 山中崇史
- 犬飼淳治
- 累央
- 鈴木利典
- 上原健太
- 高木トモユキ
- 安達雄二
- 新原武
- 串間保彦
- 松原海児
- 野田翔太
- 早川佳佑
- 白金翔太
- 三浦修平
- 紺崎真紀
- 山川大貴
- 小川蓮
- 中原三千代
- 伴美奈子
- 鈴木真弓
- 鈴木里沙
- 田島幸
- 江原由夏
- 鈴木崇乃
- 塩屋愛実
- 藤田直美
- 砂田桃子
- 小笠原彩
- 北村由海
- 菊地歩

## かつて所属した俳優
- 高橋一生
- 茅野イサム（演出家）
- 鈴木英一郎
- 岩本達郎
- 藤本貴行
- 上土井敦
- 松本亮
- 仲尾あづさ（現所属：コンビネーション）
- 菊池均也
- 高橋麻理
- 川西佑佳
- 山口景子
- 山下幸乃
- 江花実里
- 吉田有希
- 高嶋綾香
- 齊藤寛泰

## 主な公演
- 『優しいと言えば、僕らはいつもわかりあえた。』1982年初演
- 『冬のコンサート -優しさを持て余した、僕たちは-』1983年初演
- 『たとえばオアシスに降る雪のように』1984年初演
- 『ノータリンベイビーズ・ノーリターン -1984年のイージーライダー遁走記-』1984年初演
- 『家庭の悲劇』1985年初演
- 『四谷怪談 -鶴屋南北より-』1985年初演（脚色作品）
- 『夜曲 -放火魔ツトムの優しい夜-』1986年初演
- 『まほうつかいのでし』1986年初演
- 『父帰る』1987年初演
- 『鸚鵡とカナリア』1987年初演
- 『曲がり角の悲劇』1987年初演
- 『新羅生門』1988年初演
- 『ヨークシャーたちの空飛ぶ会議』1989年初演
- 『ジプシー -千の輪の切り株の上の物語-』1989年初演
- 『フォーティンブラス』1990年初演
- 『愚者には見えないラ・マンチャの王様の裸』1991年初演
- 『怪談・贋皿屋敷』1992年初演
- 『女殺桜地獄』1992年初演
- 『うたかたの城』1993年初演
- 『お伽の棺』1994年初演
- 『アインシュタインの子供たち』1994年初演
- 『夢の海賊』1996年初演
- 『三好家の引っ越し』1996年初演
- 『ドラキュラ白書』1997年初演
- 『ホテルカリフォルニア -私戯曲・県立厚木高校物語-』1997年初演
- 『無邪鬼』1998年初演
- 『アゲイン -怪人二十面相の優しい夜-』1999年初演
- 『いとしの儚 －100DaysLove－』2000年初演
- 『TSUTOMU』2001年初演
- 『いちご畑よ永遠に』2002年初演
- 『きらら浮世伝』2003年初演
- 『新浄瑠璃 百鬼丸〜手塚治虫「どろろ」より〜』2004年初演
- 『アトムへの伝言』2005年初演
- 『新浄瑠璃 朝右衛門』2010年初演
- 『人情噺「紺屋高尾」』2011年初演
- 『つか版・忠臣蔵』2012年初演
- ミュージカル『バイトショウ』2013年初演
- 『おんな武将NAOTORA』2014年
- 『郵便屋さんちょっと2016』2016年初演
- 『歓喜の歌』2016年初演
- 『江戸のマハラジャ』2017年初演
- 『リボンの騎士～県立鷲尾高校演劇部奮闘記2018～』2018年
- 『無謀漫遊記～助さん格さんの俺たちに明日はない～』2018年初演
- 『最後の伝令 菊谷栄物語 1937津軽～浅草』2019年初演
- 『解体青茶婆』2021年初演
- 『扉座版 二代目はクリスチャン -ALL YOU NEED IS PASSION-』2021年初演
- 『神遊(こころがよい) -馬琴と崋山-』2022年初演
- 『Kappa〜中島敦の「わが西遊記」より〜』2023年初演
- 『ハロウィンの夜に咲いた桜の樹の下で』2024年初演